# Hôtel de ville de Nusle
 (juin 2024).
L'hôtel de ville de Nusle est un bâtiment néo-Renaissance situé à Prague dans le quartier de Nusle à Prague 4.

## Histoire
La mairie a été ajoutée au bâtiment pseudo-baroque de 1897, qui servait de siège de la municipalité de district de Nusle (et de tribunal de district). L'édifice abrite le siège du district de Prague 4, des salles de représentation et une salle de mariage. Le bâtiment a été construit selon le projet d'Antonín Turk dans les années 1908-1909, alors que Nusle était déjà une ville indépendante depuis 10 ans. Jusqu'en 1922, elle servit de mairie de la ville indépendante de Nusle et de siège au district de Nusle. Sa façade est ornée d'une petite arcade haute, d'un balcon à arcades et d'une tour avec une horloge. La tour principale et deux tours latérales ont un toit en cuivre, au-dessus d'elles un coquelicot doré et une girouette (sur la tour principale, la bannière porte l'année de l'ouverture de la mairie en 1908, sur les tours latérales les lettres MN, signifiant la ville de Nusle). Sur son portail principal, l'inscription « Nusle sebo » est placée à l'intérieur. Sur le côté face à la place se trouve un buste de Karel Kutlvašr. Dans les années 1920, le président Masaryk s'est rendu à plusieurs reprises à la mairie. L'édifice abrite également un centre d'information, une salle de concert, une salle de mariage et un restaurant.
Au début du XXIe siècle, le bâtiment de la mairie a subi une rénovation complète.

## Description et usages

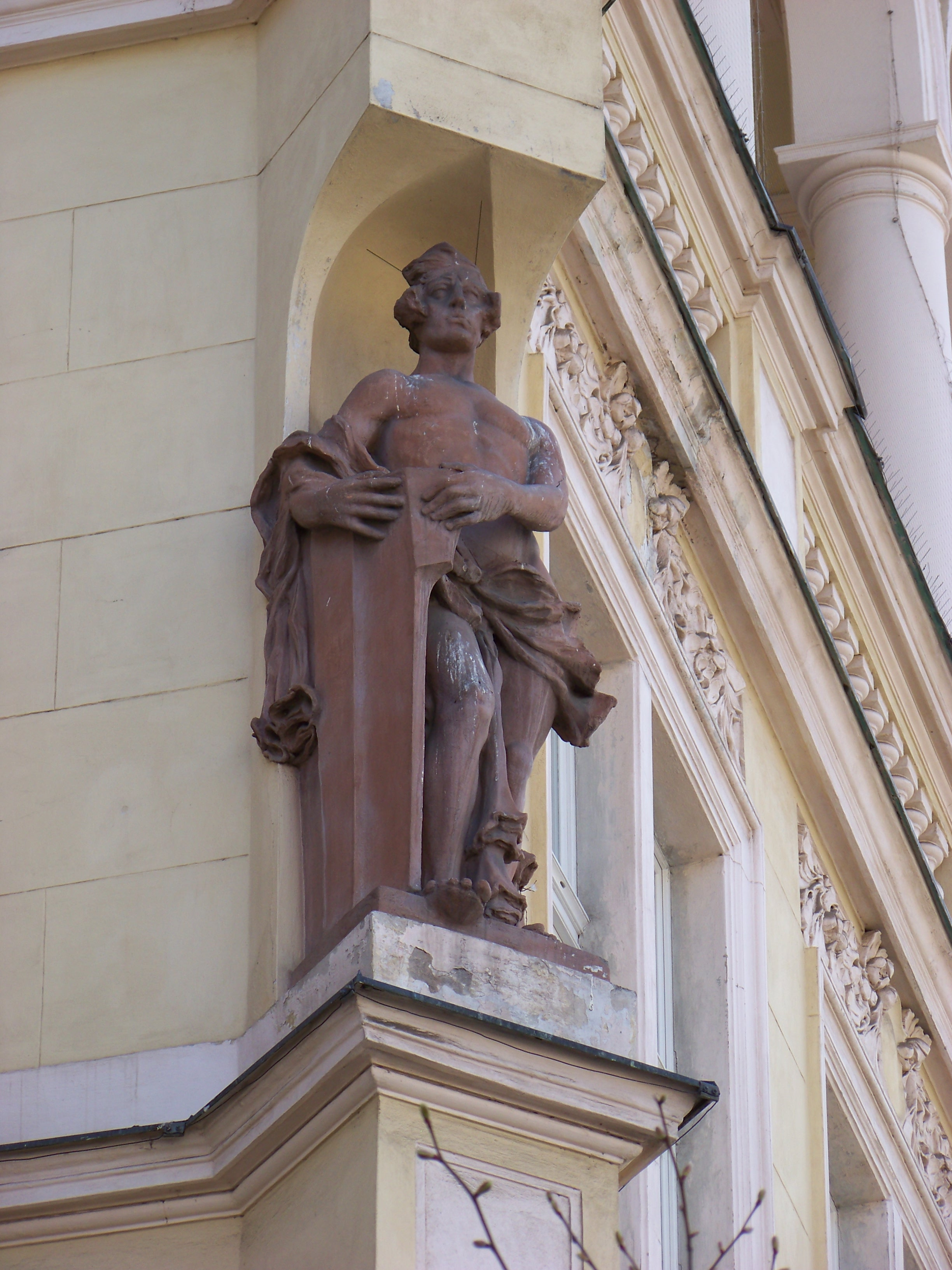
Statue à la mairie

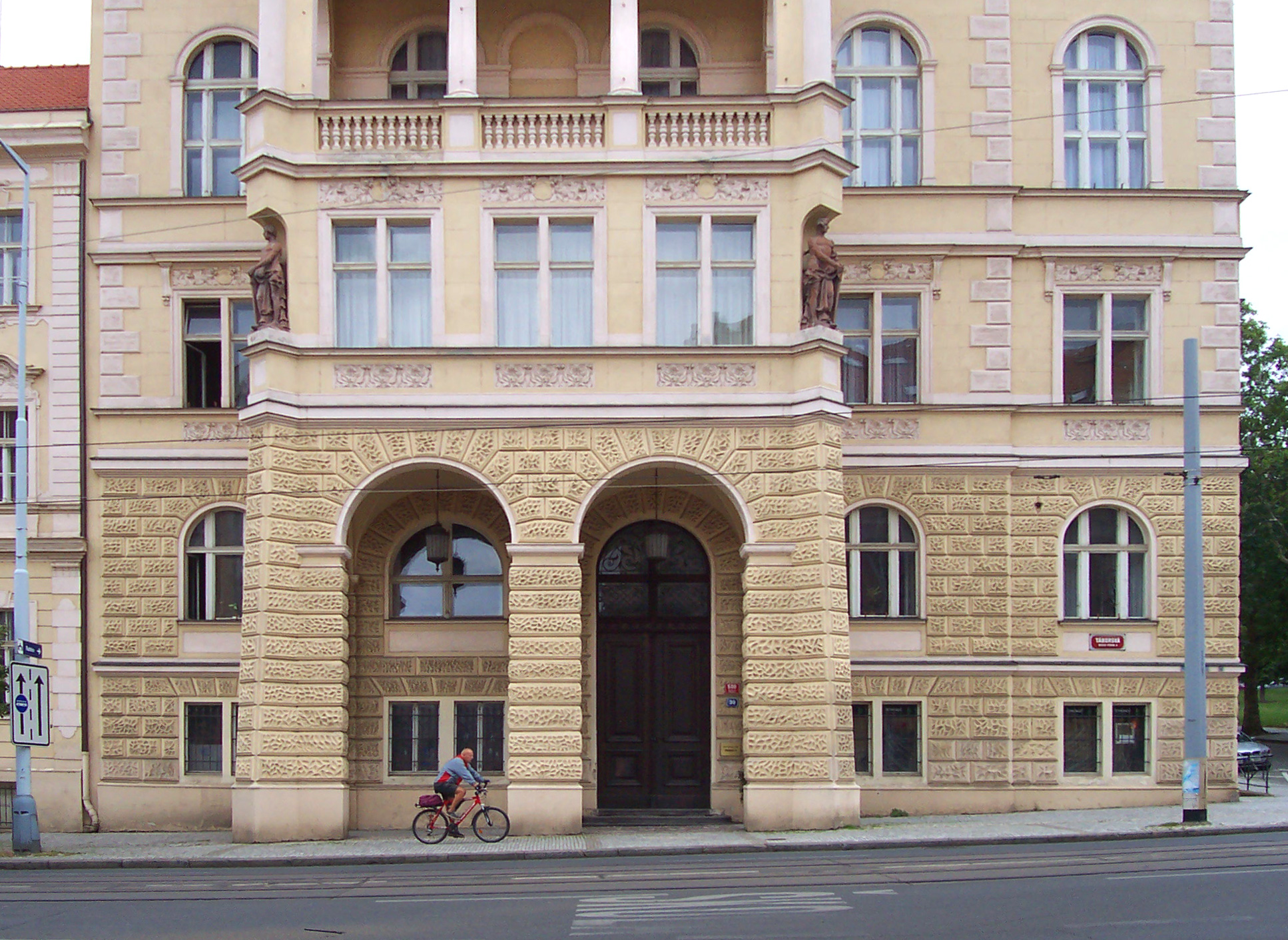
L'entrée principale de la mairie

Le bâtiment de la mairie dispose d'une salle de mariage et d'une salle sociale, où se déroulent des mariages, des programmes culturels et des concerts (par exemple, le concert de célébration du centenaire de l'annexion de la ville de Nusle au Grand Prague le mardi 31 mai 2022). À l'occasion du même anniversaire, une exposition de photographies et de documents d'archives sur cinq panneaux circulaires sur les sentiers du Jardin Jiráský, adjacent a également été organisée du 1er au 15 juin 2022. Les concerts saisonniers, et du Nouvel An, y ont également lieu, comme les traditionnels concerts de l'Avent,.